# Сузан Б. Ентони
Сузан Браунел Ентони (енгл. Susan Brownell Anthony; Адамс, Масачусетс, 15. фебруар 1820 — Рочестер, Њујорк, 13. март 1906) била је истакнути амерички лидер за грађанска и феминистичка права. Један је од првих бораца за женска права у Америци. Играла је кључну улогу у 19. веку у покретима за права жена да се уведе право гласа жена у САД. Рођена у квекерској фамилији посвећеној друштвеној једнакости, она је прикупљала петиције против ропства већ у својој седамнаестој години. Године 1856, она је постала њујоршки агент Америчког друштво за борбу против ропства.

## Биографија
Сузан Ентони је рођена 15. фебруара 1820, у малом граду Адамс, у Масачусетсу, као друго од осморо деце. Године 1827, године се њена породица преселила у Батенвил, Њујорк, и касније још једном, 1845, на Рочестер, такође у Њујорку, где су и остали. Још као врло мала, Сузан је била врло паметна и рано је показала лидерску способност, похађајући наставу у интернатима од њене 15 до 30 године. Постала је председница локалног покрета трезвењака Кћери умерености (Daughters of Temperance), групи која је била посвећена забрани алкохола. Ово јој је било прво у низу многих друштава и удружења којих је била члан за живота.
Године 1852, напустила је покрет трезвењака и придружила се Елизабети Кејди Стентон у борби за женска права и добијање права гласа. Њих две су објавиле новине под називом "Револуција", са циљом прмоције женских права. Педесетих година 19. века прикључила се борби против ропства. Такође је била члан америчког анти-ропског друштва од 1856. до 1861, а 1863. формирала је Женску лигу за еманципацију робова. Поред тога, 1870. је основала и постала први председник Централне асоцијације запослених жена.
Године 1872, Ентонијева је захтевала да се политичка права дата црнцима у 14. и 15. амандману, дају и женама. Повела је групу жена на гласање у Рочестеру, у Њујорк, како би проверила да ли се поштује право жена да гласају. Ухапшена је, али је одбила да плати новчану казну због кршења закона о изборима. Наредних деценија наставила је да организује низ акција америчког покрета за право гласа жена. Тако је 1878. предала написан амандман који је 18. августа 1920, тек после њене смрти, претворен у 19. амандман, дајући женама право гласа.
Она је такође 1888. основала Међународни савет жена, састављен од 48 земаља, Међународни савет жена за право гласа 1904, као и Универзитет у Рочестеру који прихвата жене, почев од 1900.
Ентонијева је умрла 13. марта 1906, у својој кући у Медисон улици, на Рочестеру, од упале плућа и затајења срца, након што је водила једину ненасилну револуцију која се десила у САД, борећи се за права жена. Њене последње речи у јавности, Неуспех је немогућ! (Failure is impossible!), претвориле су се у слоган покрета права гласа. Дана 2. јула 1979, у њену част је направљена кованица долара са њеним ликом.
| „ | Жена не сме зависити од мушке заштите, већ мора научити да се сама штити. | ” |

## Галерија
- Кућа Сузан Б. Ентони у Рочестеру, данас музеј
- Кованица долара са њеним ликом
- Сузан Ентони са 28 година
- Сузан Ентони на њен 50. рођендан
- Сузан Б. Ентони са Елизабетом Кејди Стентон